# Taillis
Taillis es una comuna francesa situada en el departamento de Ille y Vilaine, en la región de Bretaña.

## Demografía
| 607 | 608 | 627 | 686 | 758 | 768 | 996 |
| Para los censos de 1962 a 1999 la población legal corresponde a la población sin duplicidades (Fuente: INSEE [Consultar]) |     |     |     |     |     |     |